# Hua Xiong
Hua Xiong (? - 191) foi um general militar que serviu ao senhor da guerra Dong Zhuo, durante o final da dinastia Han Oriental da China.
Em 190, vários senhores da guerra de todo o país formou uma coalizão contra Dong Zhuo , que estava mantendo o Imperador vigente Xian como refém na corte imperial. Em uma das batalhas contra a coalizão, Hua Xiong foi executado depois que suas tropas foram derrotadas por Sun Jian em Yangren (阳人).